# Božidarka Frajt
 (octobre 2020).
Si vous disposez d'ouvrages ou d'articles de référence ou si vous connaissez des sites web de qualité traitant du thème abordé ici, merci de compléter l'article en donnant les références utiles à sa vérifiabilité et en les liant à la section « Notes et références ».
Božidarka Frajt (également orthographié Frait), née sous le nom Božidarka Grublješić le 11 novembre 1940, est une actrice croate d'origine serbe. Elle a joué dans plus de cinquante films et feuilletons depuis 1959. En 1972, elle a remporté le Golden Arena de la meilleure actrice (en) et, en 2010, le Prix Vladimir Nazor.

## Vie personnelle
Božidarka Frajt est née Božidarka Grublješić le 11 novembre 1940. Née dans une famille ethnique serbe, son lieu de naissance exact est inconnu en raison des rares informations sur son enfance.[réf. nécessaire]
On pense qu'elle est née à Velika Žuljevica sous Kozara et qu'elle a été emmenée dans un foyer d'accueil à Sisak pendant l'offensive de Kozara en 1942 avec des milliers d'autres orphelins.[réf. nécessaire]
Elle a ensuite été adoptée par les juifs croates Katarina et Stjepan Frajt. En 1976, elle a découvert son héritage Kozara lorsqu'une femme nommée Dara Grublješić l'a identifiée comme sa nièce.[réf. nécessaire]

## Filmographie sélectionnée
| Année | Titre                        | Rôle      | Notes |
| ----- | ---------------------------- | --------- | ----- |
| 1972  | Živa istina (en)             | Elle-même |       |
| 1981  | Ritam zločina (en)           |           |       |
| 2004  | Accidental Co-Traveller (en) |           |       |
| 2011  | Josef (en)                   |           |       |